# Bodilus gregarius
Bodilus gregarius är en skalbaggsart som beskrevs av Edgar von Harold 1871. Bodilus gregarius ingår i släktet Bodilus och familjen Aphodiidae. Inga underarter finns listade.